# Jamiat al-Zahra
Jamiat al-Zahra (persiska: جامعه الزهرا) är en hawza för kvinnor i Qom och bildades år 1985. År 1997 hade Jamiat al-Zahra ungefär 25 000 studenter och 137 professorer. Även utländska studenter studerar där. Jamiat al-Zahra är de största teologiska seminarierna för kvinnor i världen. År 2014 studerade 5000 iranska studenter och 1 000 utländska studenter där och 10 000 studerade på distans.
Jami'at al-Zahra av Qom har 25 hektar mark och 171 000 kvadratmeter infrastruktur, som är värd för 13 000 studenter från 100 länder. Imam Reza School of Al-Zahra University med en yta på 29 000 kvadratmeter och har 210 klassrum utrustade med avancerad och modern utbildningsutrustning. Hazrat Masoumeh Research Institute vid Al-Zahra University med en yta på 5261 kvadratmeter har 5 forskargrupper och mer än 50 officiella forskare. Hazrat Masoumeh-biblioteket vid Al-Zahra University har 85 000 volymer böcker med en studiesal för 1 500 personer. Hoda Al-Zahra Universitys ideella fakultet för teologi och islamiska studier har 10 grund- och forskarutbildningskurser och 330 studenter från Iran och 20 länder runt om i världen. Hoda ideella utbildningskomplex har 5 skolor på förskola, grund-, grund- och gymnasienivå och fem gymnasienivåer av islamisk utbildning med en kapacitet på 2000 elever. Shkoufeh Kindergarten med en yta på 3000 kvadratmeter har 40 klasser och en kapacitet på 1000 barn av olika nationaliteter.Shahideh Fahmieh Siari Sports Complex har en mycket varierad kapacitet för de allmänna medborgarna i Qom. Islamic Awakening Hall med en yta på 3110 kvadratmeter och en kapacitet på 1400 personer som den största konferenshallen i Qom-provinsen. Hazrat Khadijas sovsal med 17100 kvadratmeter och en kapacitet på 1500 personer. Det är intressant att veta att Al-Zahra University separat har en transportterminal med en yta på 10 500 kvadratmeter och en kapacitet på 80 bussar med en kapacitet på 7 000 personer per dag. Publikationer, konsultcenter, studio, 5 amfiteatersalar; Specialiserad hälso- och sjukvård med speciella faciliteter som läkare och sjuksköterska och konstant närvaro av en ambulans med 24-timmarsservice och inga helgdagar, bankkontor, konsulat för att utföra konsulära angelägenheter för utländska studenter utan att behöva åka till ambassaden i Teheran, post centrum och riktiga butiker. Virtual är bara en del av Al-Zahra Universitys faciliteter. I sin seminarieavdelning har denna institution 7 seminarier, 1 persisk språklärarskola för utlänningar, som är en av de officiella persiska språkundervisningsskolorna och har en licens och godkännande från vetenskapsministeriet, 2 frånvarande och virtuell utbildning och träning enheter, och 6 specialiserade centra som för närvarande Det täcker för närvarande 15 000 studenter av olika nationaliteter från 100 länder. Det är därför detta är det största seminariet för kvinnor i den islamiska världen (även världen).